# بازی ژاپن و عراق
تراژدی دوحه (به ژاپنی: ドーハの悲劇) یا معجزه دوحه (به کره‌ای: 도하의 기적) نامی است که به ترتیب هواداران فوتبال در ژاپن و کره جنوبی به بازی تیم‌های ملی ژاپن و عراق در تاریخ ۲۸ اکتبر ۱۹۹۳ در قالب بازی‌های مقدماتی جام جهانی ۱۹۹۴ انجام شد، داده‌اند. در پی نتیجه این بازی که در دوحه، پایتخت قطر برگزار شد، کره جنوبی به جام جهانی فوتبال راه یافت و ژاپن از راهیابی به جام جهانی بازماند. نتیجه این بازی ۲–۲ مساوی شد.

## پیش از بازی
۶ تیم برتر آسیا به مرحله نهایی بازی‌های مقدماتی جام جهانی ۱۹۹۴ راه یافته بودند. از میان این تیم‌ها، ۲ تیم به جام جهانی راه می‌یافتند. مرحله نهایی بازی‌های مقدماتی جام جهانی ۱۹۹۴ به صورت تک‌بازی و در دوحه برگزار شد. پس از ۴ بازی، جدول رده‌بندی بدین شکل بود:
| تیم           | امتیاز | بازی | برد | م. | با. | گ‌ز | گ‌خ | ت‌گ |
| ------------- | ------ | ---- | --- | -- | --- | -- | -- | -- |
| ژاپن          | ۵      | ۴    | ۲   | ۱  | ۱   | ۵  | ۲  | ۳  |
| عربستان سعودی | ۵      | ۴    | ۱   | ۳  | ۰   | ۴  | ۳  | ۱  |
| کرهٔ جنوبی     | ۴      | ۴    | ۱   | ۲  | ۱   | ۶  | ۴  | ۲  |
| عراق          | ۴      | ۴    | ۱   | ۲  | ۱   | ۷  | ۷  | ۰  |
| ایران         | ۴      | ۴    | ۲   | ۰  | ۲   | ۵  | ۷  | -۲ |
| کرهٔ شمالی     | ۲      | ۴    | ۱   | ۰  | ۴   | ۵  | ۹  | -۴ |

م. = مساوی، با. = باخت، گ‌ز = گل‌زده، گ‌خ = گل‌خورده، ت‌گ = تفاضل گل
امتیاز تیم‌ها بسیار به هم نزدیک بود و تیم اول (ژاپن) با تیم چهارم (ایران)، تنها یک امتیاز اختلاف امتیاز داشت. به جز کره شمالی، هر ۵ تیم دیگر شانس صعود به جام جهانی را داشتند. در هفته پایانی، ایران با عربستان، ژاپن با عراق و کره‌شمالی با کره‌جنوبی بازی داشتند.

### چگونگی امکان صعود تیم‌ها
- ژاپن: ژاپن در صورت برد عراق، صرفِ نظر از دیگر نتیجه‌ها به جام جهانی صعود می‌کرد. با تساوی، ژاپن تنها در صورت نبردن هر دو تیم کره‌جنوبی و عربستان، یا نبردن کره‌جنوبی و برد با کمتر از اختلاف ۴ گل ایران صعود می‌کرد.
- عربستان: عربستان تقریباً شرایطی مشابه ژاپن داشت.
- کره جنوبی: کره جنوبی با بردن و باخت یکی از دو تیم ژاپن یا عربستان صعود می‌کرد.
- ایران: ایران در صورت بردن عربستان، و تنها برد هم ژاپن و هم کره‌جنوبی در بازی‌های خود صعود نمی‌کرد. تنها راه ایران برای صعود بردن بود.
- عراق: عراق نیز همانند ایران تنها با برد و در گرو بازی‌های ژاپن و کره‌جنوبی صعود می‌کرد.
- کره شمالی: کره شمالی تحت هیچ شرایطی صعود نمی‌کرد.

## بازی

### خلاصه
این مسابقه در تاریخ ۲۸ اکتبر ۱۹۹۳ همزمان با بقیه بازی‌های دور پنجم کره جنوبی در مقابل کره شمالی و عربستان سعودی در مقابل ایران که در سالن های دیگری در دوحه برگزار می‌شد، برگزار شد.
کازویوشی میورا در نیمه اول دروازه عراق را باز کرد و ژاپن را جلو انداخت؛ اما راضی شنیشل از عراق درست قبل از اتمام نیمه اول گل تساوی را به ثمر رساند. در نیمه دوم ژاپن دوباره با گل ماساشی ناکایاما پیش افتاد. نتیجه ۲-۱ با نزدیک شدن به دقیقه ۹۰ بازی پابرجا بود.
بازی‌های دیگر زودتر به پایان رسیده بود. کره جنوبی با نتیجه ۳-۰ کره شمالی را شکست داد و ایران با نتیجه ۴-۳ از عربستان سعودی شکست خورد. این به این معنی بود که ژاپن باید پیروزی خود را حفظ می‌کرد تا بتواند به جام جهانی راه یابد و ترکیب نتایج باعث حذف کره جنوبی شود.
با این حال درست پس از ورود به وقت‌های تلف شده، جعفر عمران از روی ضربه کرنر برای عراق گلزنی کرد و نتیجه ۲-۲ مساوی شد. داور سوت پایان بازی را به صدا در آورد و هیچ کدام از دو تیم ژاپن و عراق موفق به راهیابی به جام جهانی نشدند.

### آمار و جزئیات بازی
| عراق                                | ۲ – ۲ | ژاپن                                        |
| ----------------------------------- | ----- | ------------------------------------------- |
| راضی شنیشل' (۵۴) · جعفر عمران' (۹۰) |       | کازویوشی میورا' (۵) · ماساشی ناکایاما' (۸۰) |

| عراق | ژاپن |

| مربی:    |
| عمو بابا |

| مربی:     |
| هانس اوفت |

## پس از انجام مسابقات
پس از برد ۴–۳ عربستان برابر ایران و برد ۳–۰ کره جنوبی برابر کره شمالی و همچنین تساوی ۲-۲ ژاپن در برابر عراق، جدول نهایی بدین شکل درآمد:
| تیم           | امتیاز | بازی | برد | م. | با. | گ‌ز | گ‌خ | ت‌گ |
| ------------- | ------ | ---- | --- | -- | --- | -- | -- | -- |
| عربستان سعودی | ۷      | ۵    | ۲   | ۳  | ۰   | ۸  | ۶  | ۲  |
| کرهٔ جنوبی     | ۶      | ۵    | ۲   | ۲  | ۱   | ۹  | ۴  | ۵  |
| ژاپن          | ۶      | ۵    | ۲   | ۲  | ۱   | ۷  | ۴  | ۳  |
| عراق          | ۵      | ۵    | ۱   | ۳  | ۱   | ۹  | ۹  | ۰  |
| ایران         | ۴      | ۵    | ۲   | ۰  | ۳   | ۸  | ۱۱ | -۳ |
| کرهٔ شمالی     | ۲      | ۵    | ۱   | ۰  | ۴   | ۵  | ۱۲ | -۷ |

در پایان عربستان و کره جنوبی به جام جهانی ۱۹۹۴ آمریکا صعود کردند. پس از این بازی‌ها، هانس اوفت مربی ژاپن اخراج شد.